# 데이시 내친왕 (1217년)
테이시 내친왕(일본어: 諦子内親王 ていしないしんのう[*], 겐포 5년 3월 22일 (1217년 4월 29일) - 간겐 원년 3월 29일 (1243년 4월 19일))은 가마쿠라 시대의 황족이자 여원이다. 준토쿠 천황의 황녀로, 어머니는 구조 릿시 (히가시이지쵸인)이다. 츄쿄 천황의 동복누나이다. 여원호는 메이기몬인(明義門院)이다.

## 생애
겐포 7년 (1219년) 1월 23일에 내친왕 선하를 받았다. 가테이 2년 (1236년) 12월 7일에 준삼궁 선하를 받아, 같은 달 21일에 원호 선하를 받았다. 간겐 원년 (1243년)에 27세의 나이로 사망했다.